# Léon-Victor Solon
Léon-Victor Solon (dit « Léon V. Solon ») est un artiste peintre, céramiste, graphiste, et essayiste britannique d'origine française, né le 17 avril 1872 à Stoke-on-Trent et mort à New York le 27 décembre 1957. Il est le fils du céramiste Marc-Louis Solon.

## Biographie
Léon-Victor Solon est le fils aîné de Marc-Louis Solon, employé de la manufacture Mintons (Stoke-on-Trent), et de Laure Arnoux, fille du directeur artistique ce cette même entreprise, Léon Arnoux.
Léon-Victor devient le directeur artistique de Mintons entre 1900 et 1909. Auparavant, il exécute des créations pour des pièces de textile destinées à l'entreprise Thomas Wardle & Co (vers 1893).
Il apporte une importante contribution au développement de l´art nouveau au sein des collections de céramique Minton. En 1901, il est rejoint par John William Wadsworth (1879-1955) et tous deux intègrent aux décorations des motifs empruntés au courant sécessionniste viennois.
Il émigre en 1909 aux États-Unis et devient en 1912 le directeur artistique de l'American Encaustic Tiling Company basée à Zanesville (Ohio), et spécialisée dans la production de carreau à décor d'engobe. Il est l'un des artistes associé à la création du fronton du Philadelphia Museum of Art.
En 1924, il publie un essai remarqué, Polychromy: Architectural and Structural, theory and practise (New York, The Architectural Record).
Sa tombe est située à Lakeland (Floride).

## Créations
- Aristophanes' The Frogs [affiche], Londres, 1895.

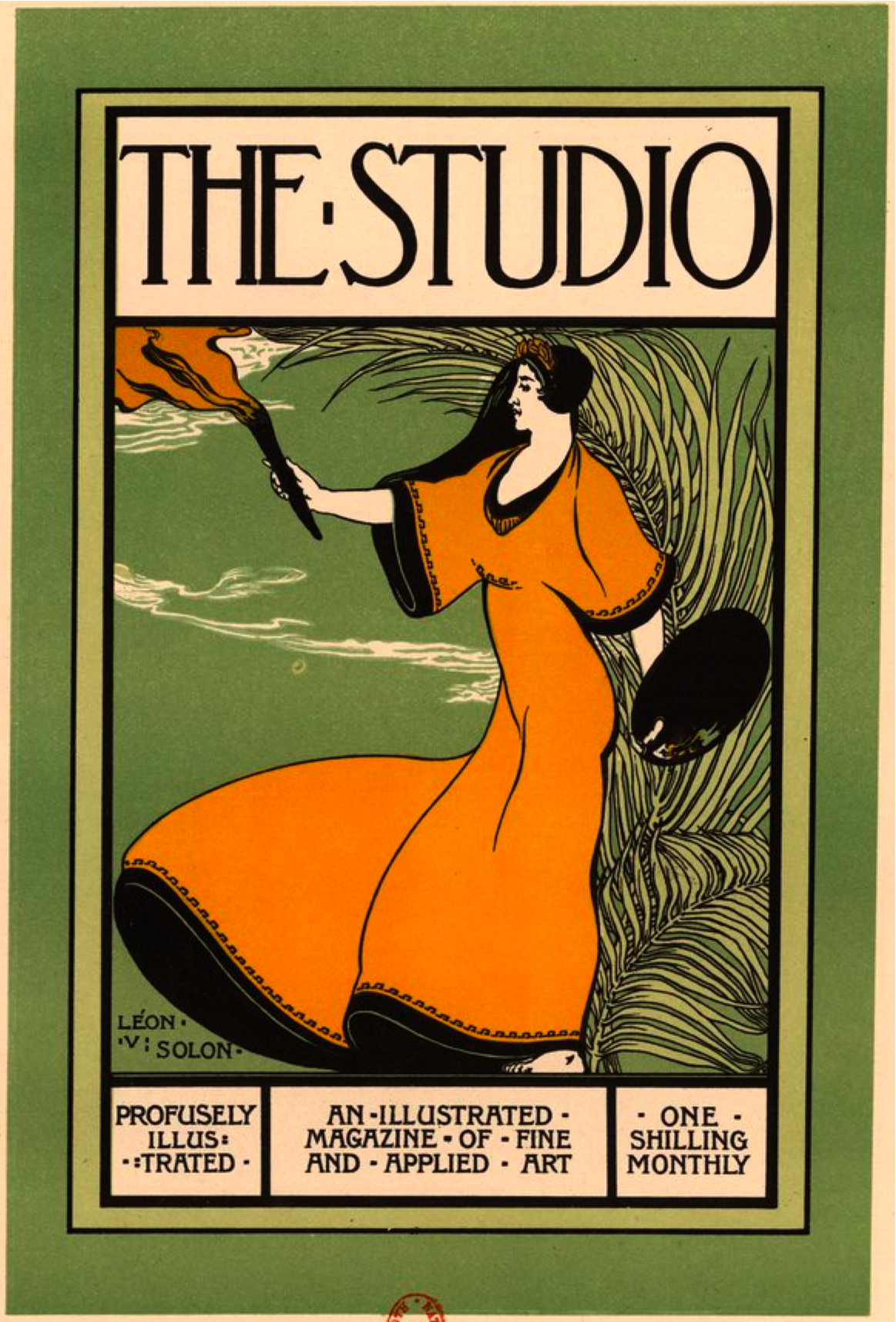
Affiche lithographiée pour The Studio (1896), BNF.

- The Studio [affiche], lithographie en couleurs[6], Londres, 1896.
- « Sunderland binding »[7], motifs de reliures entoilées, Newcastle-under-Lyme, George Thomas Bagguley, 1896-1900.
- [Panneaux de carreaux], Empire State Dairy, 2840-2844 Atlantic Avenue, Brooklyn, 1913.